# Вудлон (округ Прінс-Джорджес, Меріленд)
Вудлон (англ. Woodlawn) — переписна місцевість (CDP) в США, в окрузі Графство принца Георга штату Меріленд. Населення — 7541 особа (2020).

## Географія
Вудлон розташований за координатами 38°57′1″ пн. ш. 76°54′1″ зх. д. / 38.95028° пн. ш. 76.90028° зх. д. (38.950327, -76.900261).  За даними Бюро перепису населення США в 2010 році переписна місцевість мала площу 3,02 км², з яких 3,01 км² — суходіл та 0,01 км² — водойми.

## Демографія
Згідно з переписом 2010 року, у селищі мешкали 6334 особи в 1751 домогосподарстві у складі 1349 родин. Густота населення становила 2101 особа/км².  Було 1886 помешкань (625/км²).
Расовий склад населення:
| - 49,1 % — чорних або афроамериканців - 20,8 % — білих - 1,8 % — азіатів - 1,2 % — корінних американців - 0,1 % — вихідців з тихоокеанських островів - 23,6 % — осіб інших рас |

До двох чи більше рас належало 3,4 %. Частка іспаномовних становила 41,8 % від усіх жителів.
За віковим діапазоном населення розподілялося таким чином: 27,7 % — особи молодші 18 років, 65,0 % — особи у віці 18—64 років, 7,3 % — особи у віці 65 років та старші. Медіана віку мешканця становила 32,6 року. На 100 осіб жіночої статі у селищі припадало 101,1 чоловіків;  на 100 жінок у віці від 18 років та старших — 101,5 чоловіків також старших 18 років.
Середній дохід на одне домашнє господарство  становив 75 171 долар США (медіана — 65 817), а середній дохід на одну сім'ю — 75 748 доларів (медіана — 66 893). Медіана доходів становила 39 107 доларів для чоловіків та 34 756 доларів для жінок. За межею бідності перебувало 4,9 % осіб, у тому числі 3,6 % дітей у віці до 18 років та 4,9 % осіб у віці 65 років та старших.
Цивільне працевлаштоване населення становило 4022 особи. Основні галузі зайнятості: освіта, охорона здоров'я та соціальна допомога — 20,2 %, будівництво — 16,6 %, мистецтво, розваги та відпочинок — 13,2 %, роздрібна торгівля — 12,1 %.